# Atarba grampiana
Atarba grampiana là một loài ruồi trong họ Limoniidae. Chúng phân bố ở miền Australasia.